# Katherine Jerkovic
Katherine Jerkovic est une réalisatrice canadienne. Son premier long métrage de fiction, Les Routes en février, a remporté le prix du meilleur premier long métrage canadien au Festival international du film de Toronto 2018 (TIFF). Son second long métrage, intitulé Le Coyote, a également reçu plusieurs reconnaissances.
D'origine uruguayenne, argentine et croate, Jerkovic a étudié le cinéma à l'Université Concordia de Montréal. Elle a réalisé plusieurs courts-métrages de fiction, dont Atlas sur l'aube en 2004 et Le Gardien d'hiver en 2010, avant d'écrire et de réaliser Les Routes en février.
Le TIFF a inclus Les Routes en février dans son Top Ten canadien (en) de 2018. Jerkovic a par ailleurs remporté le prix One to Watch du Vancouver Film Critics Circle lors de leur remise de prix 2018. Elle était également en nomination pour la meilleure réalisation et le meilleur scénario. 
Son second long métrage de fiction, intitulé Le Coyote, a été tourné en 2021. Il a été présenté en première mondiale au TIFF 2022. Le Coyote a récolté les prix du meilleur long métrage canadien et du Meilleur acteur (Jorge Martinez Colorado) au Whistler Film Festival (en). Il eut sa première aux États-Unis au Santa Barbara International Film Festival et a reçu le Prix du Meilleur long métrage de fiction au Brooklyn Film Festival (en), Jorge Martinez Colorado recevant à nouveau un prix pour son interprétation de Camilo dans la même occasion.

## Biographie
Comme elle l’indique sur son site web personnel, Katherine Jerkovic a grandi en Belgique wallonne et en Uruguay. À l'âge de 18 ans, elle s'est installée à Montréal. Elle a étudié le dessin avant de se former en cinéma. L'influence de l'art vidéo et du cinéma expérimental se ressent dans ses premières œuvres.